# 瓦米勒
瓦米勒（法語：Hoymille，法語發音：[wamil]）是法国上法蘭西大區北部省的一个市镇，属于敦刻尔克区。

## 地理
瓦米勒（50°58'16"N, 2°26'46"E）面积5.53 平方千米，位于法国上法蘭西大區北部省，该省份为法国最北部的省份及最长的省份，西北濒北海，西接加来海峡省，南至埃纳省和索姆省，东与比利时接壤。
与瓦米勒接壤的市镇（或旧市镇、城区）包括：泰特盖姆-库德凯尔克村、瓦雷姆、贝尔格、夸迪普尔。

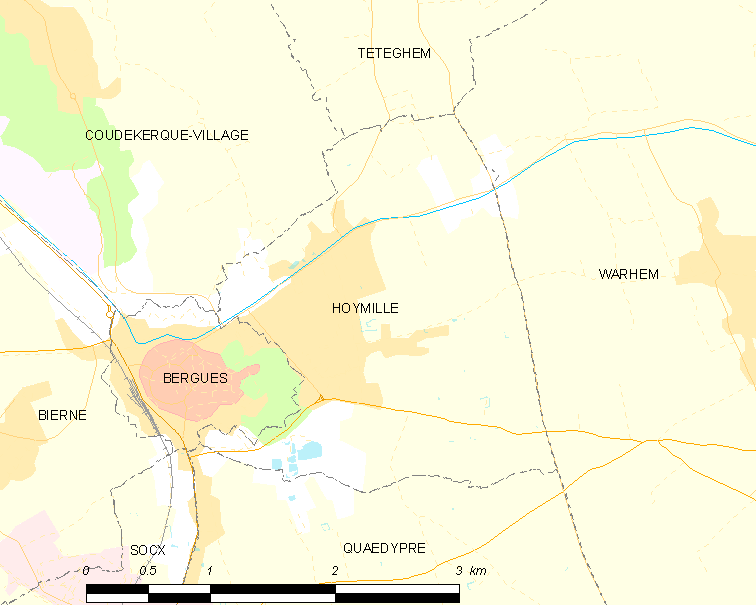
瓦米勒的OSM定位图

瓦米勒的时区为UTC+01:00、UTC+02:00（夏令时）。

## 行政
瓦米勒的邮政编码为59492，INSEE市镇编码为59319。

## 政治
瓦米勒所属的省级选区为沃尔穆特县。

## 人口

1962-2008年间瓦米勒人口变化图示

瓦米勒于2022年1月1日时的人口数量为3206人。